# Euserica paenibaeticae
Euserica paenibaeticae är en skalbaggsart som beskrevs av Eduardo Galante 1987. Euserica paenibaeticae ingår i släktet Euserica och familjen Melolonthidae. Inga underarter finns listade i Catalogue of Life.